# Stephan Loboué
Stephan Loboué (Pforzheim, 23 agosto 1981) è un ex calciatore tedesco naturalizzato ivoriano, di ruolo portiere, preparatore dei portieri dello Schalke 04.

## Carriera

### Club
Ha giocato nella prima divisione sudafricana e nella seconda divisione tedesca.

### Nazionale
Con la nazionale ivoriana ha giocato 4 incontri tra il 2006 e il 2008.